# 杨健 (1958年)

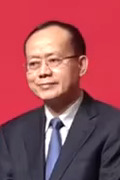

杨健（1958年12月—），男，江西安福人，中国共产党及中华人民共和国官员。

## 生平
1975年11月参加工作。1975年至1976年，为江西省安福县知青。1976年至1980年，为江西省地质局区域地质调查大队工人。1980年9月至1984年8月，为江西大学中文系学生。1983年6月加入中国共产党。本科毕业后，1984年8月至1996年2月，历任新华社江西分社摄影记者、文字记者，采编副主任、采编主任，分社党组成员、副社长、代社长、党组副书记。1996年2月至2000年7月，任新华社江西分社社长、党组书记。其间1997年被评为高级记者，1998年当选为第九届全国人大代表。在江西任职期间，他围绕国企改革、农业市场化经营等问题写出一系列具有影响力的报道，倡导“解放思想、突破框框”。2000年7月至2007年10月，任新华社广东分社社长、党组书记。任内重视民生报道和舆论监督，每年都花数月在基层调研，反映的问题和提出的建议多次获高层领导重视。其间，1999年9月至2002年7月为中共中央党校研究生院世界经济专业在职研究生班学生。
2007年10月至2010年5月，任中共广东省委宣传部副部长、广东省广播电影电视局党组书记、局长。2010年5月起，任中共广东省委宣传部副部长、广东省广播电影电视局党组副书记、局长。2012年5月至2013年5月，任中共广东省委宣传部常务副部长，广东省广播电影电视局党组副书记、局长，南方报业传媒集团党委书记，2013年3月起兼南方报业传媒集团管理委员会主任、南方报业传媒集团有限公司董事长、党委书记。2012年11月，当选为中国记协副主席。2010年代，每年全国两会和中共十八大广东团开放日几乎均由杨健主持媒体提问环节。2012年5月，中国共产党广东省代表大会选举出新一届中共广东省委领导班子，杨健主持新常委与中外媒体见面会。他任内与香港媒体关系良好，经常与香港媒体驻广州机构负责人茶叙。
2013年5月，出任中央人民政府驻香港特别行政区联络办公室副主任。
2020年4月15日，免去中央人民政府驻香港特别行政区联络办公室副主任。